# Bifarina
Bifarina es un género de foraminífero, planctónico y/o bentónico, de la subfamilia Gublerininae, de la familia Heterohelicidae, de la superfamilia Heterohelicoidea, del suborden Globigerinina y del orden Globigerinida. Su especie tipo es Dimorphina saxipara. Su rango cronoestratigráfico abarca desde el Santoniense hasta el Maastrichtiense (Cretácico superior).

## Descripción
Bifarina incluía especies con conchas tubulares, inicialmente biseriadas y finalmente uniseriadas; sus cámaras eran globulares a subglobulares en el estadio biseriado, y cuneiformes, ovaladas alargadas o piriformes en el estadio uniseriado; sus suturas intercamerales eran incididas; su contorno ecuatorial era subtriangular y lobulada; su periferia era redondeada; el estadio biseriado, su abertura principal era interiomarginal, lateral, con forma de arco asimétrico, y, en el estadio uniseriado, era terminal, en ocasiones siendo areal o terminando en un pequeño cuello; presentaban pared calcítica hialina, finamente perforada con poros cilíndricos, y superficie lisa.

## Discusión
Clasificaciones posteriores han incluido Bifarina en el orden Heterohelicida.

## Clasificación
Se han descrito numerosas especies de Bifarina. Entre las especies más interesantes o más conocidas destacan:
- Bifarina saxipara †

Un listado completo de las especies descritas en el género Bifarina puede verse en el siguiente anexo.